# 壱岐 (海防艦)
壱岐（いき、旧字体：壹岐）は、日本海軍が三井造船玉野造船所で建造した海防艦。普遍的には択捉型海防艦の6番艦とされている。
海軍省が定めた公式類別では占守型海防艦の10番艦。
この名を持つ帝国海軍の艦船としては、ロシア帝国からの戦利艦である戦艦壱岐に続いて二代目。艦名の由来は長崎県の壱岐島から。

## 概要
壱岐（いき、旧字体：壹岐）は、日本海軍が太平洋戦争で運用した海防艦で、択捉型海防艦の6番艦。1943年（昭和18年）5月31日に竣工し、呉鎮守府麾下の呉防備戦隊に所属して本州～パラオ諸島方面の船団護衛任務に従事した。1944年（昭和19年）2月19日より、第一海上護衛隊の作戦指揮下にはいった。4月10日、第一海上護衛隊に編入される。
ヒ63船団を護衛中の同年5月24日、ボルネオ島西方において米潜水艦レイトンの魚雷攻撃により沈没した。本艦沈没により第一護衛船団司令官伊集院松治少将も戦死した。

## 艦歴

### 竣工まで
マル急計画の海防艦甲、第310号艦型の6番艦、仮称艦名第315号艦として計画。1942年（昭和17年）5月2日、三井造船玉野造船所で起工。同年12月25日、壱岐（壹岐）と命名された。同日付で、占守型海防艦に類別される。
1943年（昭和18年）2月5日、進水。5月15日、艤装員長に中尾九州男少佐が着任。5月17日に艤装員事務所を設置。5月31日、竣工。中尾大尉（壱岐艤装員長）は壱岐海防艦長となる。同日附で、壱岐艤装員事務所は撤去された。壱岐は呉鎮守府籍となり、呉鎮守府部隊に編入。呉鎮守府警備海防艦として呉海上防備戦隊に編入された。

### 昭和18年の行動
1943年（昭和18年）6月1日、壱岐は玉野造船所から呉に移動した。戦艦陸奥爆沈騒動を経たあとの10日、壱岐は佐伯へ向け呉を出港する。
同日早朝、北緯31度25分 東経132度25分 / 北緯31.417度 東経132.417度の宮崎県細島沖で、駆逐艦追風が内地まで護衛してきた給油艦石廊が、アメリカ潜水艦ティノサ(USS Tinosa, SS-283)の雷撃を受けて損傷する。呉防備戦隊より派遣されていた第31掃海隊の第八拓南丸（343総トン、日本水産）と第六玉丸（275総トン、大洋捕鯨）は爆雷攻撃をおこない、ティノサは小破した。
11日、壱岐は敷設艇怒和島と共に石廊隊に合流し、対潜掃討を行う。0900、潜水艦を探知して爆雷攻撃を行う。
この時、内海西部では第七戦隊司令官西村祥治少将が指揮する横須賀回航部隊（戦艦榛名、軽空母龍鳳、第七戦隊の重巡洋艦熊野と鈴谷、駆逐艦〈雪風、浜風、谷風、涼風、新月〉）が集結していた。壱岐は横須賀回航部隊の出撃を掩護するため、対潜掃蕩を続けた。翌12日、石廊は呉に、追風は佐世保に帰投した。
一方、壱岐と怒和島は、パラオから横浜に向かっていたサイパン丸（日本郵船、5,533トン）他輸送船2隻と護衛の水雷艇鳩、敷設艇由利島、第31号哨戒艇からなるP607船団の護衛に加わる。つづいて都井岬沖で湖南丸（大阪商船、2,627トン）、特設運送船南海丸（大阪商船、8,416トン）が船団に合流。壱岐は途中で船団から分離し、13日に佐伯に到着した。16日、佐伯を出港して対潜哨戒を行い、17日に佐伯に戻った。
6月20日、壱岐、水雷艇鳩、掃海艇第18号は、陸軍輸送船和浦丸（三菱汽船、6,804トン）他輸送船6隻からなるオ007船団を護衛して佐伯を出港した。22日、第18号掃海艇が分離。29日、船団部隊はパラオに到着した。
7月6日、壱岐は和浦丸単独で編成されたフ601船団を護衛してパラオを出港した。10日、怒和島が船団に合流。11日、船団部隊は佐伯に到着した。13日、佐伯から呉に移動。20日、呉から佐伯に移動。24日、壱岐、由利島、特設掃海艇第8拓南丸（日本水産、343トン）は、和浦丸他輸送船5隻からなるオ406船団を護衛して佐伯を出港した。26日、由利島と第8拓南丸が分離。8月2日、鳩が合流。同日、船団部隊はパラオに到着した。
8月5日、壱岐は豊岡丸（鏑木汽船、7,097トン）他輸送船6隻からなるフ507船団を護衛してパラオを出港した。13日、特設掃海艇第8拓南丸、第7玉丸（西大洋漁業、275トン）が船団に合流。14日、船団部隊は佐伯に到着した。15日、佐伯から呉に移動、呉海軍工廠で修理をおこなう。同時期、同工廠では戦艦伊勢を航空戦艦に改造する工事が完成し、伊勢は8月10日付で第二戦隊に編入されていた。壱岐は、内海西部でおこなわれる伊勢の諸公試を護衛するよう命じられる。22日、呉を出発して松山に到着。23日、松山から佐伯に移動。 同日、伊勢は呉を出発して周防灘に移動し、訓練と公試をおこなう。26日、伊勢は呉にもどった。
同26日、壱岐、第33号掃海艇は、陸軍特殊船摩耶山丸（三井船舶、9,433トン）他輸送船2隻（関西丸、衣笠丸）からなるオ603船団を護衛して佐伯を出港した。9月1日、船団部隊はパラオに到着した。
9月7日1030、陸軍輸送船でらごあ丸（日本郵船、7,148トン）他輸送船5隻からなるフ706船団を護衛してパラオを出港した。16日、第34掃海隊（特設掃海艇葵丸〈昭和興業、390トン〉、甲山丸〈神戸桟橋、277トン〉、やちよ丸〈加藤シゲ、271トン〉、第10徳豊丸〈元山運輸商事、353トン〉）他特設監視艇2隻が合流する。17日、船団部隊は内地に到着した。
21日、壱岐、第34掃海隊、特設掃海艇第3拓南丸（日本海洋漁業統制、343トン）は、貨物船だかあ丸（日本郵船、7,170トン）他輸送船8隻からなるオ209船団を護衛して佐伯を出港した。22日に甲山丸と第10徳豊丸が、23日に葵丸、やちよ丸がそれぞれ分離。10月2日、船団部隊はパラオに到着した。
10月5日、貨物船門司丸（日本郵船、3,757トン）他輸送船5隻からなるフ506船団を護衛してパラオを出港する。14日、特設掃海艇やちよ丸、大井丸（三菱汽船、397トン）、第7玉丸（西大洋漁業、275トン）が合流。15日、船団部隊は佐伯に到着した。
同15日、第3009甲船団参加中に父島の西南西300海里北緯28度30分 東経137度28分 / 北緯28.500度 東経137.467度地点でアメリカ潜水艦セロ(USS Cero, SS-225)に雷撃されて航行不能となっていた給糧艦間宮と、それを曳航する朝風丸（山下汽船、6,517トン）、さらに護衛の駆逐艦追風と潮を支援するため、壱岐、水雷艇鷺、特設掃海艇大井丸、第7玉丸、多摩丸（三共海運、396トン）は佐伯を出港する。間宮は朝風丸、17日より潜水母艦迅鯨に曳航され、19日になり呉に到着した。
10月25日、壱岐、駆逐艦春風、水雷艇鳩、特設掃海艇多摩丸、大井丸、第7玉丸は、貨物船うゑいるす丸（川崎汽船、6,586トン）他輸送船6隻からなるオ507船団を護衛して佐伯を出港した。春風、鳩、第7玉丸、多摩丸、大井丸の護衛は途中まで。11月2日、第9号、第10号駆潜特務艇が合流。3日、第22号駆潜特務艇、特設駆潜艇昭和丸（日本海洋漁業統制、187トン）が船団部隊に合流。11月4日、マラカラル水道沖で、船団部隊は米潜艦トートグ(USS Tautog, SS-199)に発見される。1045、トートグは魚雷4本を発射してきたが、いずれも命中しなかった。すぐさま護衛艦が爆雷5発を投下したが、トートグに被害はなかった。同日、船団部隊はパラオに到着した（大和丸と木曾丸はラバウルへ、他5隻はウェワクへ）。
11月7日1000、壱岐は、陸軍輸送船西豊丸（大連汽船、4,639トン）他輸送船2隻からなるフ703船団を護衛してパラオを出港した。途中で、水雷艇鷺が船団部隊に合流した。16日、フ703船団部隊は佐伯に到着した。
当時、日本海軍は呉海軍工廠で建造中の重巡洋艦伊吹を軽空母に改造する計画であった。同艦の空母改造工事を、佐世保海軍工廠が担当する。19日、伊吹は潜水母艦迅鯨に曳航されて呉を出発、壱岐と電纜敷設艇大立は、迅鯨と伊吹を護衛した。22日、伊吹は佐世保に到着した。
壱岐は佐世保から平戸島を経由して佐伯に移動した。27日0800、壱岐、特設掃海艇大井丸、第6玉丸（西大洋漁業、275トン）は、貨客船サマラン丸（南洋海運、4,013トン）他輸送船2隻からなるオ703船団を護衛して佐伯を出港する。28日、大井丸と第6玉丸が分離。12月7日、船団部隊はパラオに到着した。
12月10日1000、壱岐はうゑいるす丸他輸送船3隻からなるフ004船団を護衛し、パラオを出港した。20日1300、船団部隊は佐伯に到着した。
12月31日2300、壱岐と第34号駆潜艇は、オ101船団（陸軍特殊船にぎつ丸〈日本海運、9,547トン〉）を護衛して佐伯を出港する。1944年（昭和19年）1月6日1200にパラオに到着し、壱岐は次の任務に就いた。

### 昭和19年の行動
1944年（昭和19年）1月11日1400、壱岐と敷設艇怒和島は、貨物船隆亜丸（山本汽船、1,925トン）他輸送船2隻からなるフ203船団を護衛してパラオを出港した。24日、船団部隊は北緯32度39分 東経134度00分 / 北緯32.650度 東経134.000度の地点でアメリカ潜水艦スタージョン(USS Sturgeon, SS-187)に発見される。陸軍輸送船朝鮮丸（大阪商船、3,110トン）に魚雷が命中し、同船は午前2時45分に沈没した。壱岐と怒和島は対潜掃蕩をおこない、呉防備戦隊も応援を派遣した。25日、船団部隊は佐伯に到着した。壱岐は佐伯を経由して呉軍港に戻った。壱岐は呉海軍工廠で修理をおこなった。
同時期、日本海軍は被害の大きかった呉～パラオ航路を廃止、航路と護衛区分の変更を実施した。
この措置にともない壱岐は呉鎮守府部隊および呉防備戦隊から除かれ、修理工事完了をもって海上護衛総司令部隷下の第一海上護衛隊の作戦指揮を受けることになった。
2月19日、壱岐は第一海上護衛隊の作戦指揮下となる。すでに門司を経由して六連島泊地に移動していた。
同19日1500、壱岐は1K型戦時標準貨物船日鈴丸（日産汽船、5,396トン）他輸送船7隻からなるモタ05船団を護衛して六連島泊地を出港した。途中、陸軍徴用船竹川丸（川崎汽船、1,931トン）が分離して上海に向かった。23日未明、船団は北緯26度20分 東経126度11分 / 北緯26.333度 東経126.183度の久米島近海でアメリカ潜水艦ポーギー(USS Pogy SS-266)に発見される。0510、ポーギーは先頭と二番目の輸送船に対して魚雷を4本発射し、30分後にもう4本発射。うち、最初に発射した魚雷が貨物船宝嶺丸（東亜海運、5,588トン）とタンカー帝坤丸（帝国船舶、5,113トン）に命中した。宝嶺丸は逓信省標準船K型貨物船昭南丸（日本製鐵、5,401トン）に、帝坤丸は別の船に那覇港へ曳航されたが、宝嶺丸は25日に港外で荒天を避けるべく避泊中、船体が切断し座礁沈没した。同日、貨物船暁光丸（山下汽船、5,342トン）が空襲により沈没した。沖縄に避難したモタ05船団は、モタ03船団と合流した。対潜掃蕩をおこなっていた壱岐は、26日1850、単独で台湾高雄に到着した。
高雄より、壱岐はヒ47船団の護衛に加わる。28日の日付変更とともに、ヒ47船団部隊（護衛隊〈択捉、壱岐〉、加入船舶8隻）は高雄を出港した。
日付が3月3日になってすぐ、ヒ47船団部隊は17,500ヤード（約16キロ）先にいたアメリカ潜水艦ブルーフィッシュ(USS Bluefish SS-222)のレーダーに探知される。ブルーフィッシュは間合いを取って追跡を行い、明け方には先頭船と二番船に対して魚雷を3本ずつ計6本発射し、反転し三番船に対して艦尾発射管から魚雷を4本発射するも、全て外れた。魚雷は特設運送船能代丸（日本郵船、7,189トン）に向かったが回避された。一度はヒ47船団部隊との接触が途絶えるが、翌3月4日未明に再び発見する。ブルーフィッシュは前日同様に接敵し、明け方に北緯05度29分 東経108度46分 / 北緯5.483度 東経108.767度の地点で艦尾発射管から魚雷を3本発射。魚雷は特設運送船(給油)大峯山丸（三井船舶、10,536トン）に2本から3本命中し、大峯山丸はわずかに船首を海面上に突き出した状態で沈没した。5日1100、ヒ47船団部隊は昭南に到着した。
3月11日0730、海防艦4隻（壱岐、占守、択捉、三宅）は、特設運送船(給油)厳島丸（日本水産、10,006トン）他輸送船13隻からなるヒ48船団を護衛して昭南を出港した。14日、特設運送艦の讃岐丸（日本郵船、9,246トン）が北緯10度31分 東経105度04分 / 北緯10.517度 東経105.067度の地点で触雷し小破した。同日1700、ヒ48船団部隊はバンフォン湾に到着。15日1100、船団部隊はバンフォン湾を出港する。
17日夜、ヒ48船団部隊は北緯19度00分 東経117度30分 / 北緯19.000度 東経117.500度の地点でアメリカ潜水艦レイポン(USS Lapon SS-260)に発見される。3月18日0114にいたり、北緯19度24分 東経116度50分 / 北緯19.400度 東経116.833度の地点でレイポンは魚雷を4本発射し、特設運送船北陸丸（大阪商船、8,365トン）の左舷に2本目から4本目の魚雷が命中、被雷した北陸丸は大爆発を起こして4分で沈没した。便乗者約850名のうち270名が占守に救助された。
同日、陸軍輸送船香椎丸（大阪商船、8,407トン）と第31号哨戒艇がヒ48船団部隊に合流する。同19日、船団部隊は高雄に到着する。第31号哨戒艇は駆逐艦若竹等と共にパラオ行のタパ06船団部隊（西松2号船団）となり分離した。
なお同日0600、台湾安平港近海で占守が座礁するが、自力で離礁した。ヒ48船団部隊は翌20日出航し、25日に門司へ戻った。壱岐や僚艦は佐世保海軍工廠で修理をおこなった。
4月3日、空母海鷹（第九三一海軍航空隊の九七式艦上攻撃機 10機を搭載）、海防艦択捉（船団旗艦）、壱岐、第8号（途中まで）、9号は、陸軍特殊船神州丸や厳島丸他タンカー8隻からなるヒ57船団を護衛して門司を出港する。重要部隊のため、船団の指揮を第四護衛船団司令部（司令官中邑元司少将）がとる。

航海中の4月10日、壱岐は呉鎮守府部隊から除かれ、正式に第一海上護衛隊に編入された。
高雄市やカムラン湾を経由し、16日昼頃、ヒ57船団部隊はシンガポールに到着した。
21日0700、神州丸とタンカー7隻、護衛部隊（海鷹、択捉、壱岐、占守、第9号）からなるヒ58船団部隊としてシンガポールを出港した。4月24日、サイゴン沖合を航行中のアメリカ潜水艦ロバロ―は、北上するヒ58船団部隊に触接した。海鷹より発進した九七艦攻はロバロ―を爆撃し、同艦は損傷した。
5月3日0725、船団部隊は門司に到着した。海鷹および壱岐と第9号海防艦は呉へ、択捉と占守は佐世保へ移動し、それぞれの海軍工廠で修理をおこなう。

### 沈没
5月13日0400、海防艦壱岐、松輪、第9号、15号は、特設運送艦讃岐丸他輸送船10隻からなるヒ63船団を護衛して門司を出港した。この時、壱岐には第一護衛船団司令部（司令官伊集院松治少将）が乗艦しており、ヒ63船団部隊の旗艦となっていた。18日1800、ヒ63船団部隊はマニラに到着した。陸軍特殊船吉備津丸（日本郵船、9,574トン）他輸送船2隻が同地で分離した。20日2000、ヒ63船団部隊はマニラを出港した。5月24日の日付変更直後、ヒ63船団部隊は北緯01度15分 東経108度03分 / 北緯1.250度 東経108.050度の地点でアメリカ潜水艦レイトン(USS Raton SS-270)に探知される。レイトンは艦尾発射管から魚雷を4本発射し、間を置いてさらに艦首発射管から魚雷を6本、艦尾発射管から魚雷を4本発射。目標は輸送船に設定してあったが、魚雷は最初に発射したものが0220に壱岐の艦尾と艦橋下部に1本ずつ命中。壱岐は艦体を3つに分断されて20分で沈没した。松輪が反撃に出たものの、レイトンに被害はなかった。
壱岐の沈没により、第一護衛船団司令部（司令官伊集院松治海軍少将、戦死により海軍中将へ進級）、壱岐海防艦長中尾九州男少佐以下乗員160名が戦死した。沈没地点はボルネオ島サラワク州沖150浬地点付近、日本側記録北緯01度17分 東経107度53分 / 北緯1.283度 東経107.883度。

27日、ヒ63船団部隊は昭南に到着した。
1944年（昭和19年）7月10日、壱岐は占守型海防艦から削除され、帝国海防艦籍から除かれた。
時が流れた2004年（平成16年）、ダイビング中のダイバーが水深50mの地点で右舷に横転している壱岐の艦首部分を発見した。その後周囲を捜索したが、他の部分は発見できなかった。

## 海防艦長
艤装員長
1. 中尾九州男 少佐：1943年5月15日[146] - 1943年5月31日

海防艦長
1. 中尾九州男 少佐：1943年5月31日[147] - 1944年5月24日 - 戦死。同日、海軍中佐に特進。

### 注
1. ↑  これは法令上の定員数であり、特修兵、その他臨時増置された人員を含まない。
2. ↑  初代の軍艦壱岐（壹岐）は、もともとロシア帝国海軍バルチック艦隊に所属した艦隊装甲艦インペラートル・ニコライ1世で、ニコライ・ネボガトフ提督の旗艦として日本海海戦に参加、日本海軍に降伏し「壱岐」と改名した[6]。1915年（大正4年）10月4日、巡洋戦艦金剛と比叡の実弾標的として処分された[7]
3. ↑  第四艦隊所属の給油艦石廊は1943年（昭和18年）2月にアメリカ潜水艦プランジャーの雷撃で損傷、応急修理のあと5月20日に興津丸（日本郵船、6,666トン）に曳航されてマーシャル諸島を出発（護衛は駆逐艦追風、第二海上護衛隊所属）[19]、本格修理のため呉にむかっていた[20]。
4. ↑  6月10日夕刻、第二航空戦隊の空母飛鷹がアメリカ潜水艦トリガーの雷撃で大破、軽巡五十鈴に曳航され横須賀に帰投した[26][27]。第五十航空戦隊（訓練部隊）所属の龍鳳は急遽第二航空戦隊に編入され[28]、トラック泊地への進出を下令された[29]。
5. ↑  大海指第218号（1943年4月8日）により、4月10日以降、豊後水道～パラオ間の護衛は呉鎮守府が担当していた[35]。護衛艦は1隻で、豊後水道～北緯29度線間は護衛艦1隻が追加され、豊後水道発南航を「Ｋ船団」、パラオ発北航を「Ｐ船団」、発航月日は数字で表記する[35]。
6. ↑  『戦史叢書62巻』付表第四のフ507船団項には船名について（不詳）と記載する[40]。
7. ↑  15日、軽巡洋艦五十鈴（丁四号輸送作戦のためトラック泊地から上海へ移動中）が間宮隊に合流し一時的に護衛、16日のGF電令作第766号に依り任務解除、徳山で燃料補給のあと上海市へ移動した[56][57]。
8. ↑  この攻撃でトートグは第30号駆潜艇を撃沈したと判断し(#SS-199, USS TAUTOG, Part 2p.104)、後に公認されたが(#Roscoe p.559)、本物の第30号駆潜艇は1944年12月24日にバーベロ (USS Barbero, SS-317) の雷撃により喪失している[64]。
9. ↑  改鈴谷型重巡洋艦の伊吹は呉海軍工廠において1942年4月24日に起工し、1943年5月21日に進水した[67]。
10. ↑  伊吹の空母改造工事は遅々として進まず、1945年（昭和20年）3月16日に工事中止命令が出され、未完成のまま終戦を迎えた[71]。
11. ↑  同年1月9日、にぎつ丸は駆逐艦天霧に護衛されてパラオを出発[76]、内地へむけ航行中の1月12日夜[77]、アメリカ潜水艦ヘイクの雷撃で沈没した[74]。
12. ↑  『呉鎮守府戦時日誌』によれば、壱岐は1月30日附で第一海上護衛隊司令官の作戦指揮下に入っている[90]。
13. ↑  台湾高雄所在だった海防艦淡路[103]と第38号哨戒艇[111]に占守救援命令が出されている[114]。
14. ↑  5月8日のヒ57船団の高雄出航時[118]、水雷艇鷺が一時的に護衛に加わる[119]。
15. ↑  『戦史叢書46巻』379ページのヒ58船団部隊編成では、加入船舶7隻とする。
16. ↑  ロバロ―艦長は、真珠湾攻撃時の太平洋艦隊司令長官ハズバンド・キンメル大将の長男マニング・キンメル少佐であった[128]。